# Jacques Antoine Marie de Cazalès
Jacques Antoine Marie de Cazalès (1 de febrero de 1758 - 24 de noviembre de 1805) fue un orador y político francés.

## Biografía
Nació en Grenade, Antes de 1789 era oficial de caballería, pero en dicho año fue designado
como diputado de los Estados Generales. En la Asamblea Nacional Constituyente perteneció al grupo de realistas moderados que buscaban una
Constitución basada en el modelo inglés. En la Asamblea destacó como gran orador, y sus discursos apoyando el derecho del rey a declarar la guerra y
firmar la paz o de la organización de la justicia se ganaron el aplauso incluso de sus oponentes.
Aparte de su elocuencia, que le valió el reconocimiento como uno de los mejores oradores de la Asamblea, Cazalès es recordado por su duelo con Barnave. Tras la insurrección del 10 de agosto de 1792, que resultó en la caída de la monarquía, Cazalès emigró. Luchó en el ejército de los emigrados contra la Francia revolucionaria, vivió en Suiza e Inglaterra hasta que volvió a su país natal en 1803. Su hijo, Edmond de Cazalès, escribió estudios filosóficos y religiosos.
- Datos: Q1677888
- Multimedia: Jacques Antoine Marie de Cazalès / Q1677888